# Loi européenne sur la restauration de la nature
La loi européenne sur la restauration de la nature est un règlement de l'Union européenne visant à mettre en place des mesures en vue de restaurer, d'ici à 2030, au moins 20 % des zones terrestres et des zones marines de l'UE et, d'ici à 2050, l'ensemble des écosystèmes terrestres, urbains, marins ou d'eau douce ayant besoin d'être restaurés. Le texte est paru au Journal officiel de l'Union européenne (UE) le 29 juillet 2024 et entré en vigueur le 18 août 2024.
Elle fait partie du pacte vert pour l'Europe.

## Objectifs
L'objectif du règlement est, par la restauration de la nature, d'atténuer les effets du changement climatique et des catastrophes naturelles. Il aidera l'UE à respecter les engagements qu'elle a pris au niveau international dans le domaine de l'environnement.

## Historique
En juin 2022, la Commission européenne a proposé le projet de loi. 
En juillet 2023, le Parlement européen l'a adopté après d'âpres débats, à 12 voix près (324 pour, 312 contre et 12 abstentions),. Les partis de droite et en particulier le Parti populaire européen (PPE), la plus grande formation du Parlement, y voyaient en effet une menace pour agriculteurs, pêcheurs et aménageurs. 
En novembre 2023, les Etats membres ont trouvé un compromis avec le Parlement européen après l'introduction de plusieurs mesures comme la possibilité de suspendre temporairement ce règlement en cas d’événement exceptionnel qui fragiliserait, par exemple, la sécurité alimentaire ou la production agricole européenne.
En février 2024, le texte amendé a de nouveau été adopté par le Parlement,. 
En juin 2024, après de nouveau[pas clair] d'intenses débats et[En quoi ?] un coup de théâtre de dernière minute, le texte a définitivement été adopté par le Conseil de l'environnement.